# امین‌آباد (شهرضا)
امین‌آباد، روستایی در دهستان اسفرجان بخش مرکزی شهرستان شهرضا استان اصفهان ایران است. این روستا یک قلعه تاریخی به جا مانده از دوره ساسانیان داشت که چندین سال پیش تخریب شد؛ و همچنین چند بنای شاه عباسی از دوره صفویه به جا مانده دارد حمام شاه عباسی آب انبار شاه عباسی کارونسرای شاه عباسی و درخت توت قدیمی اشاره نمود. ازنظر بیابانی و دشت این روستا بسیار وسیع است. همچنان مزارع‌هایی مانند قلی‌آباد شوراب کلیجه سرکت دارد و از محصولات این روستا می‌توان به انگور و گردو و انواع توت اشاره نمود. اما متأسفانه امروزه روستای امین آباد دچار خشکسالی شده است و بسیاری از باغ‌ها دچار خشکسالی شده‌اند. از شهیدان این روستا می‌توان به حسنعلی محمد خانی، محمود ایزدی و… اشاره کرد.
ویرایش شده :ABAS

## جمعیت
بر پایه سرشماری عمومی نفوس و مسکن در سال ۱۳۹۵ جمعیت این روستا ۹۸۳ نفر (۳۰۹خانوار) بوده است.

## تاریخ
امین آباد قدمت طولانی در سکونت انسان دارد و ارگ قدیمی آجری گل با قدمت تقریبی آن بیش از ۵۰۰ سال است. این بنای تاریخی شگفت‌انگیز متأسفانه با کمترین یا هیچ ارزیابی رسمی توسط سازمان حفظ میراث فرهنگی ایران تخریب شد. کاروانسرای امین آباد یک سازه دوره سلسله صفویه و یک جاذبه مهم گردشگری است. اگرچه هیچ مطالعه رسمی انجام نشده است، اما به گفته بزرگان، به نظر می‌رسد ترکیبی از لرها بختیاری، ترکان قشقایی و عرب‌های حسنی اما برای تشکیل امین آباد جمع شده‌اند که در واقع صحیح نیست، به عنوان مثال ترک‌های گشگایی به (قبلاً موجود) نقل مکان کردند) حدود ۵۰ سال پیش امین آباد. اما بومیان واقعی ایرانی بودند. در حال حاضر تعدادی از قبیله‌ها بر جمعیت جمعیتی امین آباد مانند حاج عباسقلی، حاج محمد کریم، حاج محمد رحیم و حمزه ای حاکم هستند. این قبیله‌ها دارای نام خانوادگی مانند حاجی میرزاعلیان. علیانی، علیان، ایزدی، حمزه ای و محمدخانی هستند. اما اولین طایفه، بنیانگذار امین آباد، خانواده یوسفی بود.
از سال ۱۹۹۹، شوراهای روستا برای اداره امور روستا تأسیس شده است. انتخابات شوراها هر ۴ سال یکبار برگزار می‌شود. پیش از این دوره، موضوعاتی از طریق یک سالخورده غیررسمی (کدخدا) یا از طریق سازمان مربوطه در شهرضا مورد بررسی قرار می‌گرفت.
در جریان آشفتگی‌های سیاسی و عدم امنیت در سال‌های پایانی سلسله قاجار که به تأسیس سلسله پهلوی منجر شد، کدخداها تنها نقطه اقتدار در مواجهه با افزایش بی قانونی بودند.